# Highwood (Illinois)
Pour les articles homonymes, voir Highwood.
Highwood est une ville américaine située dans le comté de Lake, dans le nord de l'Illinois, dans la banlieue nord de Chicago.